# 小行星4123
小行星4123（4123 Tarsila）是一颗围绕太阳公转的小行星。1986年8月27日，亨利·德波鸿诺在拉西拉天文台发现了此天体。
这颗小行星的绝对星等为357.49858899176等。